# Lost (canção de Linkin Park)
"Lost" é uma canção da banda norte-americana de rock Linkin Park. Concebida originalmente durante as sessões de gravação de seu segundo álbum de estúdio, Meteora (2003), a canção foi lançada oficialmente em 10 de fevereiro de 2023 como o primeiro single de Meteora20, uma edição especial que comemora o aniversário de vinte anos deste álbum. A faixa foi escrita por todos os membros da banda e originalmente produzida pela própria em conjunto com Don Gilmore no NRG Recording Studios em North Hollywood, Califórnia. Musicalmente, é uma canção do gênero nu metal com elementos de música eletrônica, enquanto que seus temas líricos abordam a dor de lidar com certas situações da vida, a dificuldade de crescimento pessoal e a falta de confiança em outras pessoas.
Desenvolvida primariamente em 2002 para compor a lista de faixas de Meteora, "Lost" acabou sendo descartada deste disco. Segundo o multi-instrumentista e rapper Mike Shinoda, a principal razão de seu descarte se deu por conta de suas semelhanças estruturais e musicais com "Numb" — a banda achou que esta última era uma canção "indiscutivelmente melhor" e não tinha interesse em abordar duas músicas com tons semelhantes. A faixa acabou sendo arquivada e esquecida durante quase vinte anos. Nos preparativos para comemorar o aniversário de duas décadas de Meteora, Shinoda acabou redescobrindo a existência de "Lost" e comparou sua descoberta como "achar uma foto favorita que você esqueceu que havia tirado, como se estivesse esperando o momento certo para se revelar".
Após o seu lançamento, "Lost" recebeu avaliações bastante positivas, com muitos elogiando sua estrutura e a performance do vocalista Chester Bennington. Conseguiu um desempenho comercial bastante positivo. Nos Estados Unidos, alcançou o topo das paradas Alternative Airplay, Mainstream Rock Airplay e Rock & Alternative Airplay, bem como a 38.ª posição na Billboard Hot 100. Também atingiu as dez primeiras posições das paradas musicais de determinados países da Europa. Seu videoclipe correspondente, lançado em conjunto com o single, foi dirigido por Maciej Kuciara e Emily "pplpleasr" Yang. Trata-se de uma animação com temática de anime que conta com a presença de uma personagem original criada pela dupla de produtores da obra, bem como filmagens ao vivo e clipes da própria banda. No vídeo, os integrantes do grupo foram transformados em personagens de anime com a ajuda de um software de inteligência artificial (IA), o que atraiu críticas de um grupo de fãs da banda.

## Antecedentes e contexto
Em março de 2003, a banda norte-americana Linkin Park lançou o seu segundo álbum de estúdio, intitulado Meteora. As sessões de gravação do álbum ocorreram entre os anos de 2002 e 2003 no NRG Recording Studios em North Hollywood, Califórnia. Para este disco, a banda trabalhou em mais de oitenta faixas, com quinze delas estando completas ao todo, incluindo "Lost", mas apenas doze fizeram parte do corte final. De acordo com o multi-instrumentista e rapper Mike Shinoda, o objetivo do grupo era produzir uma lista de faixas composta com as canções que tiveram as ideias mais bem trabalhadas, enquanto que o baterista Rob Bourdon acrescentou: "Queríamos um grupo de canções que se encaixassem bem porque pretendíamos fazer um disco que você pudesse colocar em seu CD player e que, do começo ao fim, nunca houvesse um ponto onde você começasse a sonhar acordado". "Lost" foi concebida durante esse processo, mas acabou não fazendo parte do corte final do disco e ficou arquivada durante anos.
Desde o lançamento de Meteora, trechos de uma demo, que eventualmente revelariam-se serem de uma versão não-finalizada de "Lost" (e com letras diferentes), foram notados pela comunidade de fãs da banda. Entre eles, inclui um clipe de cinco segundos presente no DVD The Making of Meteora que consiste no vocalista Chester Bennington cantando os versos "thoughts that take away my pride, trapped in places deep inside" sobre um instrumental, além de uma folha com a letra da canção. Quando questionado sobre esta faixa em uma transmissão ao vivo na Twitch em abril de 2021, Shinoda comentou: "Não conheço essa música. Quero dizer, sem ouvi-la, não sei. Provavelmente, foi uma demonstração de algo que acabou não indo pro álbum, que desfazemos, mas não sei a resposta real".
Anos após a morte de Bennington em julho de 2017, a banda começou a lançar edições comemorativas de seus discos, incluindo uma edição especial de vigésimo aniversário de Hybrid Theory, lançada em 2020. Em comemoração ao vigésimo aniversário de Meteora, em 2023, a banda estava em busca de material inédito suficiente para lançar uma edição especial do álbum. Ao procurar uma versão não-finalizada da também arquivada "Fighting Myself", Shinoda redescobriu a existência de "Lost": "Quando estávamos procurando material [para comemorar o vigésimo aniversário de Meteora], eu não estava procurando por essa canção". Ele também comentou em outra entrevista: "Estávamos procurando nos discos rígidos para ver o que poderíamos incluir nisso e encontramos esta música. Estava finalizada, estava pronta para entrar no álbum se precisasse e decidimos na época não incluí-la. Você tem que traçar a linha em algum lugar. Se você tem vinte e tantas músicas e seu álbum terá doze, então há uma 13.ª. E "Lost" era a 13.ª música".
Em entrevista ao KROQ, Shinoda declarou que "Lost" esteve muito "perto de estar no álbum" e a única razão pela qual a canção não acabou na lista de faixas de Meteora é porque ela "tinha a mesma intensidade de 'Numb'", a última faixa do disco. Ele acrescentou em uma entrevista à rádio ALT FM: "Nós pensamos: 'Sim, temos uma dessas no álbum, não precisamos de duas delas', teria que ocupar o lugar de outra. Acho que na época, era entre duas ou três ou talvez quatro músicas que estávamos pensando em fazer algo". Já falando ao The Fader, ele declarou: "Percebemos que, tonalmente, possuía o mesmo tipo de emoção e energia de 'Numb', e 'Numb' era indiscutivelmente uma canção melhor. Gostamos mais dela na época. Então pensamos: 'Bem, não podemos ter dois Numb's'. Não sabíamos o que íamos fazer com ela, então apenas a arquivamos e a esquecemos". Segundo o guitarrista Brad Delson, a banda tinha a intenção de lançar "Lost" como um lado B de Meteora ou em seu terceiro álbum, Minutes to Midnight (2007), mas eles não o fizeram porque "literalmente" esqueceram da existência desta música. Ele também comentou que foi um "acidente embaraçosamente aleatório" encontrar a canção.

## Composição
"Lost" é a primeira faixa da compilação Lost Demos, presente na edição especial de vinte anos de Meteora, e antecede a canção "Fighting Myself". Com uma duração de três minutos e dezenove segundos (3:19) durante sua reprodução, é uma faixa do gênero nu metal com elementos de música eletrônica e referências à música pop. Foi escrita por todos os membros da banda e, originalmente, co-produzida pela própria em conjunto com o produtor musical Don Gilmore. Em oposição a grande parte das canções de Meteora, "Lost" apresenta um canto predominantemente melódico de Bennington (com Shinoda fornecendo vocais de apoio no pré-refrão), enquanto que musicalmente é dominada por uma linha de sintetizador que flui para uma seção predominantemente de rock. O site norte-americano Consequence, observou que a faixa é sonoramente semelhante a "Breaking the Habit" e "Numb", e notou que "embora a estrutura de acordes seja relativamente simples, há uma enxurrada de teclado e atividade de programação de Joe Hahn e Mike Shinoda, incorporando baterias eletrônicas e uma linha de sintetizador memorável". De acordo com a partitura musical publicada pela Universal Music Publishing Group, "Lost" é composta em Lá menor, seguindo um andamento moderado de 105 batidas por minuto.
Liricamente, "Lost" relata sobre a dor da vida e a dificuldade de crescimento pessoal. Shinoda comentou sobre o significado da canção em entrevista ao KROQ: "A inspiração está em olhar para as memórias que te sugam. E você fica imerso naquela nostalgia, ou sentimento bom ou sentimento ruim. No caso dessa música, acho que há um monte de coisas não tão boas. Mas é agridoce, é uma mistura. Porque também tem coisas boas. As coisas não são preto e branco ou cortadas e secas". Nos versos do refrão ("I'm lost in these memories / Living behind my own illusions / Lost all my dignitys / Living inside my own confusion"), Bennington demonstra estar preso em sua própria mente e memórias, estando confuso e em uma falsa realidade, além de parecer "ter uma completa falta de arbítrio em sua própria vida, envolto em dúvidas e quase entorpecido pela angústia". Na ponte, Bennington reflete com os versos "I try to keep this pain inside, but I will never be alright", onde ele deseja viver bem e lidar com sua dor, mas acredita ser um objetivo muito difícil de ser alcançado. Derek Oswald, da AltWire, interpretou que a canção também explora os medos e a fragilidade do nível de confiança do eu lírico diante de promessas quebradas por outras pessoas.

## Lançamento
Em 27 de janeiro de 2023, Linkin Park começou a provocar um relançamento de Meteora em suas redes sociais em comemoração ao aniversário de vinte anos deste álbum. O site oficial da banda convidava os fãs a baixarem uma "cópia gratuita" de um arquivo intitulado "LiNkiNgPaRk-nUmB.exe" (em referência à canção "Numb") por meio de um pop-up inspirado na estética da Internet do início da década de 2000. Caso o usuário concordasse em baixar o arquivo, ele era redirecionado para uma tela que constava uma contagem regressiva proposta para terminar em 1.º de fevereiro. Após o término da contagem, uma série de quebra-cabeças e gincanas foram promovidas em seu site, incluindo uma que fazia referência ao jogo de palavras Wordle.
Em 5 de fevereiro de 2023, eles postaram um vídeo no TikTok com um gravador que o guitarrista Brad Delson havia encontrado, no qual executava um trecho de "Lost" e citava a então inédita "Resolution". Em 6 de fevereiro, o grupo anunciou o lançamento de "Lost" por meio de suas redes sociais através de um teaser, marcando a data de lançamento para o dia 10 do mesmo mês. Em seu lançamento, Shinoda declarou: "Encontrar 'Lost' foi como achar uma foto favorita que você esqueceu que havia tirado, como se estivesse esperando o momento certo para se revelar. Por anos, os fãs nos pediram para lançar algo com a voz de Chester, e estou emocionado por termos conseguido fazer isso acontecer de uma maneira tão especial". Em relação à performance de Bennington na faixa, Delson opinou: "é tão bonita, delicada e clara. Já ouvi muitos vocais excelentes de Chester e este está entre os melhores".
Através da Warner Records, "Lost" foi disponibilizada mundialmente em 10 de fevereiro de 2023 em todas as plataformas digitais, bem como na radio airplay da Itália, servindo como o primeiro single da compilação Meteora20, que foi posteriormente lançada em 7 de abril. De acordo com Shinoda, a faixa era apenas uma das muitas inéditas com os vocais de Bennington que estavam incluídas na edição de 20.º aniversário de Meteora. Após o seu lançamento, a canção virou tendência nas redes sociais, principalmente no YouTube e TikTok, com muitas pessoas reagindo positivamente à ela. Em 14 de fevereiro, "Lost" estreou nas rádios alternativas e de rock dos Estados Unidos. A edição CD Deluxe de Meteora20 apresenta a mixagem original da faixa feita em 2002 por Andy Wallace, chamada "Lost (2002 Mix)", e serve como a 14.ª faixa do primeiro disco, sucedendo "Numb". Um remix, feito por Patrick Zappia, e intitulado "Lost (PLZ Tethered Version)", foi lançado em 20 de abril. Em 5 de outubro, "Lost" figurou em um conteúdo para download do jogo eletrônico Beat Saber (2020), intitulado "Linkin Park x Mike Shinoda", onde também incluiu as faixas "Crawling", "Numb/Encore", "Fighting Myself" e "More the Victim", bem como canções solo de Shinoda e Fort Minor.

### Apresentações ao vivo

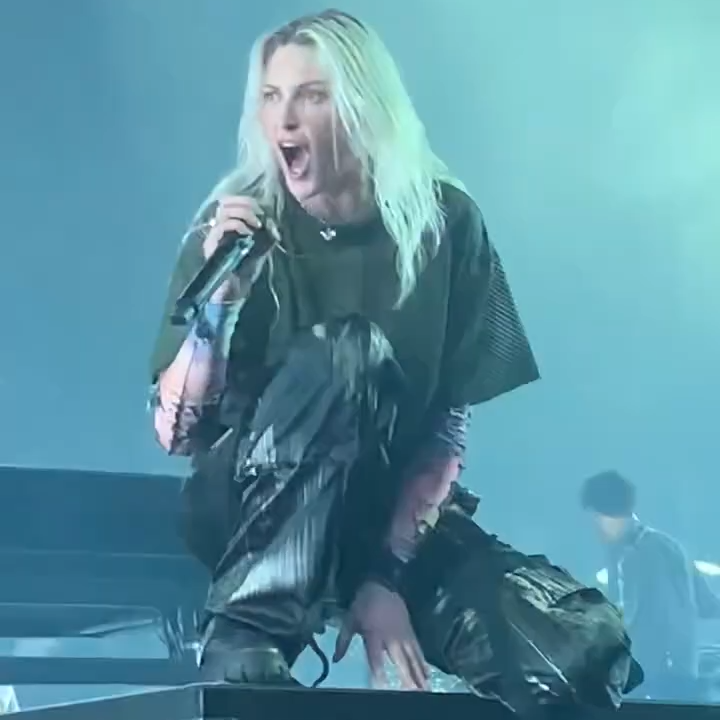
Linkin Park apresentou "Lost" ao vivo pela primeira vez em setembro de 2024, com os vocais da vocalista substituta de Bennington, Emily Armstrong

Linkin Park apresentou "Lost" pela primeira vez em um evento transmitido ao vivo em 5 de setembro de 2024, onde a banda anunciou o seu retorno após um hiato que perdurava desde 2017 por conta da morte de Bennington. A performance da faixa contou com os vocais da vocalista substituta de Bennington, Emily Armstrong, em uma versão acústica de piano. A canção continuou sendo tocada nesta mesma versão continuamente durante a turnê From Zero World Tour (2024).

## Recepção da crítica
"Lost" recebeu avaliações positivas através da mídia após o seu lançamento. Escrevendo para o Consequence, Paolo Ragusa opinou que a faixa representa "um exemplo claro de onde estavam [os] impulsos de escrita [do Linkin Park] após o sucesso de Hybrid Theory — em vez de se dobrarem nos horizontes rígidos de suas misturas de nu metal, eles buscaram um som ainda mais universal [...] 'Lost' ainda está repleta do mesmo tumulto que tornou 'Crawling' e 'Breaking the Habit' tão urgentes e é um lembrete emocionante de por que essa banda cativou tantos ouvintes angustiados vinte anos atrás". Paul "Browny" Brown, da revista on-line australiana Wall of Sound, destacou a melosidade da faixa, comparando-a estilisticamente a canções como "Easier to Run" e "From the Inside", já que não é "tão sintetizada/programada como singles de sucesso como 'Somewhere I Belong' ou 'Numb', nem é cheia de ação como 'Faint'". Neil Z. Yeung, do AllMusic, rotulou "Lost" como a "irmã de 'Numb'", notando semelhanças entre as duas músicas.
Anne Erickson, da Blabbermouth.net, opinou que "Lost" possui "alguns dos vocais mais delicados e apaixonados de Bennington". Fornecendo comentários semelhantes, Merlin Alderslade, da Metal Hammer, comentou que a canção apresenta "uma performance vocal tipicamente poderosa e liricamente introspectiva do saudoso Chester Bennington", bem como "uma linda fatia do brilhante nu metal do início dos anos 2000". Patrick Hosken, da MTV, constatou que os "vocais emocionantes e crescentes de Bennington deslizam sobre camadas de guitarra e música eletrônica processada". Derek Oswald, da AltWire, notou uma "influência distinta na música pop" na faixa, e observou que "a entrega de cantos de Bennington [está] em uma harmonia semelhante à dos Backstreet Boys". Ele também achou que a sua influência na música pop "se concretizou em One More Light" — o sétimo álbum de estúdio da banda, lançado em 2017 —, o que evidenciou "que o Linkin Park vinha experimentando o pop muito antes de abraçar totalmente o gênero em 2017".
"Lost" foi premiada na categoria de "Canção de Rock do Ano" no iHeartRadio Music Awards de 2024; a música também recebeu uma indicação para "Canção Alternativa do Ano", mas acabou perdendo para a faixa "One More Time", da banda Blink-182.

## Videoclipe

As cenas da banda no videoclipe de "Lost" foram transformadas em animações estilo anime com a ajuda de um software de inteligência artificial

O videoclipe oficial de "Lost" foi lançado em 10 de fevereiro de 2023 através do canal da banda no YouTube, a fim de coincidir com o lançamento do single nas plataformas digitais. O clipe foi dirigido por Maciej Kuciara e Emily "pplpleasr" Yang, com produção de Shibuya — uma plataforma de vídeo Web3 —, e trata-se de uma animação estilo anime criada com a ajuda do software de inteligência artificial (IA) Kaiber. O vídeo apresenta cenas da personagem Mirai, protagonista da webserie animada White Rabbit (criada por Kuciara e pplpleasr) bem como versões animadas de vários vídeos e performances ao vivo do Linkin Park criadas com auxílio do Kaiber. As cenas da banda incluem clipes em forma de IA de performances do DVD Live in Texas, do documentário The Making of Meteora, das canções "New Divide", "Somewhere I Belong" e "Breaking the Habit", e do videoclipe da canção "Fine" de Shinoda. Uma versão alternativa do clipe, intitulada "Lost (Alternate Reality Version)", foi lançada em 22 de fevereiro.
Quando perguntado do porquê eles fizeram um vídeo em estilo anime, Shinoda comentou que se inspirou em Anime Music Videos (AMVs) criados por fãs para produzir o clipe, já que era uma tendência na década de 2000: "Quando Meteora foi lançado em 2003, o YouTube era uma coisa totalmente nova. As pessoas estavam usando pela primeira vez. E elas se cansaram de postar apenas vídeos de si mesmas, e começaram a fazer edições... do que quer que elas gostassem, que em muitos casos era anime". Ele continuou dizendo: "Elas faziam esses videoclipes animados com músicas do Linkin Park, e isso se tornou tão moderno, e você os via em todos os lugares — mesmo agora, se você pesquisar "AMV" no Google, obterá resultados do Linkin Park". A banda já havia referenciado os animes anos atrás em alguns de seus videoclipes, incluindo em "Somewhere I Belong" e em "Breaking the Habit", ambas faixas de Meteora. Shinoda também comentou que a banda tinha originalmente interesse em entrar em contato com algumas propriedades de animes para averiguar se existia a possibilidade em fazer um "AMV oficial", mas disse que não deu certo "porque as empresas japonesas não querem licenciar seus produtos dessa forma", já que "elas querem manter a integridade de suas séries e animações".
Após o seu lançamento, o videoclipe recebeu respostas negativas por um grupo de fãs da banda e por personalidades da mídia, que criticaram o uso de inteligência artificial em muitas de suas cenas. A Loudwire reportou que, apesar da resposta positiva para a canção em si, muitos fãs mostraram-se "desapontados com o videoclipe que a acompanha", com alguns apontando distração e falta de refinamento, e outros comentando que o vídeo merecia um esforço e tratamento melhor para homenagear Bennington. Comentando para o TheGamer, Jade King opinou que o clipe "não apenas parece medíocre e fica terrivelmente aquém dos clássicos que vieram antes dele, mas falha em respeitar o legado do falecido vocalista Chester Bennington que ele claramente pretende consolidar. Anos depois de sua morte, ele merece muito mais". Em resposta, Shinoda comentou em suas redes sociais que "as cenas de anime no vídeo são artes originais de pplpleasr1 e Kuciara (não criadas por IA). A IA foi comparada à arte original do anime e aplicada às filmagens do Linkin Park para fazer com que os membros da banda parecerem personagens de anime. Em essência, a IA foi usada para vincular visualmente duas formas de conteúdo original. Esta é, obviamente, uma descrição muito simplificada e não leva em consideração os efeitos visuais, a edição, e a personalização meticulosa de várias cenas no vídeo".
O videoclipe de "Lost" foi indicado na categoria de "Melhor Vídeo de Rock" no MTV Video Music Awards de 2023, mas acabou perdendo para o clipe da faixa "The Loneliest", da banda Måneskin.

## Faixas e formatos
| Download digital |        |         |  |
| N.º              | Título | Duração |  |
| 1.               | "Lost" | 3:19    |  |

| Download digital (remix) |                               |         |  |
| N.º                      | Título                        | Duração |  |
| 1.                       | "Lost" (PLZ Tethered Version) | 3:22    |  |
| 2.                       | "Lost"                        | 3:19    |  |
| Duração total:           | Duração total:                | 6:42    |  |

## Desempenho comercial
"Lost" acabou tendo um desempenho comercial bastante positivo. Nos Estados Unidos, a canção estreou na 38.ª posição na Billboard Hot 100 — a principal parada musical desse país. Esta foi a maior estreia de uma música do Linkin Park desde 2012, quando "Burn It Down" atingiu a posição de número 30. Na semana de 25 de fevereiro de 2023, a faixa estreou na primeira posição na parada Rock & Alternative Airplay, fazendo com que essa fosse apenas a quarta música de toda a história da tabela a conseguir estrear na primeira posição, computando 10,1 milhões de ouvintes entre os dias 10 e 16 de fevereiro, de acordo com a Luminate, e permanecendo no cume durante 20 semanas. Nesta parada, o Linkin Park também se tornou o único artista a conseguir estrear uma canção na primeira posição duas vezes, com a primeira sendo com "The Catalyst" em agosto de 2010. Em 10 de março de 2023, "Lost" atingiu o topo da parada Mainstream Rock Airplay e permaneceu no cume durante oito semanas consecutivas; foi a primeira vez que uma canção da banda alcança o topo desde "Until It's Gone" em setembro de 2014. Em 17 de março, a faixa atingiu a primeira posição na Alternative Airplay, estabelecendo-se como a décima segunda canção da banda a atingir o cume desta parada, com a última vez sendo com "Burn It Down" em agosto de 2012. Com este feito, o Linkin Park passou a ser o segundo artista a possuir mais canções que atingiram o topo desta tabela, empatado com Green Day e atrás apenas de Red Hot Chili Peppers. "Lost" passou seis semanas não-consecutivas na primeira posição desta parada. Na Hot Rock & Alternative Songs, a faixa atingiu a 4.ª posição na semana de 25 de fevereiro de 2023. No Canadá, "Lost" figurou na 28.º posição na Canadian Hot 100, e no topo da parada de rock deste país, onde permaneceu no cume durante oito semanas.
Na Europa, "Lost" também conseguiu uma boa performance comercial. A faixa estreou na 18.ª posição na UK Singles Chart do Reino Unido, se estabelecendo como a maior estreia de uma canção da banda neste território desde "What I've Done", que alcançou a 6.ª colocação em 2007. "Lost" ainda liderou a parada UK Rock & Metal Chart na semana de 17 de fevereiro de 2023. A canção atingiu a segunda posição nas paradas de rádios da França e República Tcheca, ficando atrás de "Eyes Closed" do cantor Ed Sheeran, e "Flowers" de Miley Cyrus, respectivamente. Na principal parada musical da Alemanha, "Lost" estreou na 5.ª colocação, a maior estreia de uma canção da banda desde "Burn It Down", que alcançou o 2.º lugar em 2012. Outros territórios onde a canção atingiu as dez primeiras posições incluem Letônia (2.ª posição), Hungria (4.ª colocação), e Áustria (9.ª colocação, a maior de uma canção nova da banda desde "Heavy", que em 2017 também atingiu o mesmo lugar). Em fevereiro de 2024, a faixa foi certificada como disco de ouro pela SNEP, pelas vendas de mais de 100 mil unidades em território francês. Já em países de outros continentes, "Lost" atingiu a 2.ª posição na tabela Hot Singles da Nova Zelândia — que trata-se de uma extensão da parada principal do país com quarenta posições —, bem como a 49.ª colocação na Austrália, e a 20.ª posição no Japão. Mundialmente, a canção alcançou a 18.ª posição na Billboard Global 200, a maior classificação da banda nessa parada.
"Lost" tornou-se a canção dos gêneros rock e alternativo mais tocada nas rádios dos Estados Unidos em 2023, onde terminou este ano em primeiro lugar nas paradas de final de ano da Alternative Airplay, Mainstream Rock Airplay e Rock & Alternative Airplay. A primeira e última vez que a banda conseguiu terminar o ano com uma canção em primeiro lugar na Alternative Airplay foi com "What I've Done" em 2007. A faixa ainda terminou o ano na 18.ª posição na Hot Rock & Alternative Songs, e na 74.ª colocação na Digital Song Sales. "Lost" também terminou o ano na 47.º posição na parada Rock Airplay da Alemanha.

## Desempenho nas tabelas musicais
| Tabela musical (2023)                         | Melhor posição |
| --------------------------------------------- | -------------- |
| Alemanha (Official German Charts)             | 5              |
| Alemanha (Rock Airplay)                       | 6              |
| Austrália (ARIA)                              | 49             |
| Áustria (Ö3 Austria Top 40)                   | 9              |
| Canadá (Billboard Rock)                       | 1              |
| Canadá (Canadian Hot 100)                     | 28             |
| Eslováquia (Singles Digitál Top 100)          | 43             |
| Estados Unidos (Alternative Airplay)          | 1              |
| Estados Unidos (Billboard Hot 100)            | 38             |
| Estados Unidos (Hot Rock & Alternative Songs) | 4              |
| Estados Unidos (Mainstream Rock Airplay)      | 1              |
| Estados Unidos (Rock & Alternative Airplay)   | 1              |
| Finlândia (Suomen virallinen lista)           | 24             |
| França (Rádio — SNEP)                         | 2              |
| França (SNEP)                                 | 132            |
| Grécia (IFPI)                                 | 21             |
| Hungria (Single Top 40)                       | 4              |
| Hungria (Stream Top 40)                       | 30             |
| Irlanda (IRMA)                                | 51             |
| Japão (Hot Overseas — Billboard Japan)        | 20             |
| Letônia (EHR)                                 | 2              |
| Letônia (LAIPA)                               | 5              |
| Lituânia (AGATA)                              | 33             |
| Luxemburgo (Billboard)                        | 15             |
| Mundo (Billboard Global 200)                  | 18             |
| Nova Zelândia (Hot Singles — RMNZ)            | 2              |
| Países Baixos (Dutch Top 40)                  | 37             |
| Países Baixos (Single Top 100)                | 98             |
| Portugal (AFP)                                | 59             |
| Reino Unido (UK Rock & Metal Chart)           | 1              |
| Reino Unido (UK Singles Chart)                | 18             |
| República Checa (Rádio – Top 100)             | 2              |
| República Checa (Singles Digitál Top 100)     | 17             |
| Rússia (Airplay — TopHit)                     | 91             |
| Suécia (Heatseeker — Sverigetopplistan)       | 7              |
| Suíça (Schweizer Hitparade)                   | 16             |

| Tabela musical (2023)                         | Posição |
| --------------------------------------------- | ------- |
| Alemanha (Rock Airplay)                       | 47      |
| Estados Unidos (Alternative Airplay)          | 1       |
| Estados Unidos (Digital Song Sales)           | 74      |
| Estados Unidos (Hot Rock & Alternative Songs) | 18      |
| Estados Unidos (Mainstream Rock Airplay)      | 1       |
| Estados Unidos (Rock & Alternative Airplay)   | 1       |

## Certificações
| França (SNEP)                                                                     | Ouro | 100 000‡ |
| ‡ Número de vendas + streaming definido com base apenas no nível de certificação. |      |          |

## Créditos e pessoal
Créditos adaptados através do Tidal.
Linkin Park
- Chester Bennington – vocais
- Mike Shinoda – teclado, samplers, vocais
- Brad Delson – guitarra
- Dave Farrell - baixo
- Joe Hahn – toca-discos, samplers
- Rob Bourdon – bateria

Produção
- Linkin Park – produção
- Don Gilmore – produção
- Fox Phelps – assistente de engenharia
- Manny Marroquin – mixagem
- Brian "Big Bass" Gardner – masterização de áudio
- John Ewing Jr. – engenharia
- Joe Hahn – programação